# Сергеев, Александр Николаевич (генерал)
Александр Николаевич Сергеев (род. 20 августа 1947, с. Туманово, Вяземский район, Смоленская область, РСФСР, СССР — 3 августа 2005, Москва, Россия) — советский и российский деятель органов внутренних дел. Председатель УБНОН, ГУБНОН МВД России и ГКПН при МВД России с 1991 по 2003. Генерал-лейтенант милиции.

## Биография
Родился 20 августа 1947 в селе Туманово Вяземского района Смоленской области. Отец — был сотрудником милиции и исполнял обязанности участкового инспектора милиции, погиб при исполнении служебных обязанностей.
В 1965 окончил Тумановскую среднюю школу, которой в 2000 было присвоено имя выпускника 1941 года, Героя Советского Союза, лауреата Государственной премии СССР, генерал-майора Константина Иосифовича Молоненкова. После окончания средней школы некоторое время работал учителем Шуйской восьмилетней школы, преподавал труд и физкультуру, мастер спорта по лыжам, имел разряды по 17 видам спорта.
С детства желал идти дорогой отца — стать милиционером, однако поступить в высшую школу милиции тогда было не просто, и на помощь Сергееву пришёл секретарь партийной организации совхоза «Демидовский» Вяземского района Смоленской области, написавший письмо лично министру внутренних дел СССР Николаю Щёлокову:

«Товарищ министр! Прошу Вас, это только от Вас лично зависит, если можно, то разрешите поступить Александру Сергееву в Высшую школу милиции. Я верю, что из него будет настоящий работник нашей советской милиции.
С приветом, секретарь партийной организации совхоза «Демидовский» Вяземского района Смоленской области. Н. Качурин, 4 марта 1966».
В 1966 поступил в Омскую высшую школу милиции, по окончании которой вернулся на родину. В сентябре 1970 был назначен следователем отдела внутренних дел Вяземского горисполкома Смоленской области, а через два года, в 1972, назначен начальником отдела уголовного розыска по представлению начальника Вяземского ГОВД подполковника милиции Барташевича:

«... В должности следователя проявил себя как перспективный, инициативный работник. Работу следователя любит... В работе проявляет личный сыск и оперативную смекалку. Благодаря этому он лично сумел раскрыть ряд опасных преступлений.
Товарищ Сергеев по личным своим качествам способен работать в уголовном розыске и имеет к этому стремление... Лично дисциплинирован, скромен, выдержан. Обладает хорошими способностями входить в контакт с людьми, располагает к себе человека, а это зачастую помогает ему добиться чистосердечных признаний от преступника даже в тех случаях, где нет никаких доказательств...
Исходя из выше изложенного, прошу назначить товарища Сергеева на должность начальника Отдела уголовного розыска Вяземского ГОВД».— из рапорта начальника Вяземского ГОВД подполковника милиции Барташевича
С 1972 по 1974 — на различных руководящих постах в подразделениях Уголовного розыска Вяземского ГОВД.
С 1974 по 1976 — заместитель начальника милиции Вяземского ГОВД по оперативной работе.
С 1976 по 1979 — начальник Сафоновского ГРОВД Смоленской области, капитан милиции.
С марта 1979 по август 1984 — заместитель начальника Смоленского областного отдела уголовного розыска, руководил группой захвата.
В 1984 поступил в Академию МВД СССР, которую окончил в 1986, а затем был переведён на повышение в Москву, для прохождения дальнейшей службы в Главном управлении уголовного розыска МВД СССР.
С 1986 по 1991 — начальник Отдела по борьбе с наркоманией ГУУР МВД СССР.
В декабре 1991 Сергеев выступил перед руководством МВД с инициативой создания самостоятельного подразделения по борьбе с незаконным оборотом наркотиков при МВД России.
В феврале 1992 указом Президента России Бориса Ельцина полковнику Сергееву было присвоено звание генерал-майора милиции.
С 1991 по 2003 — Председатель УБНОН, ГУБНОН МВД России и ГКПН при МВД России.
C 2003 в отставке по состоянию здоровья, состоял советником министра внутренних дел.
Скончался 3 августа 2005 в Москве, похоронен с воинскими почестями на Троекуровском кладбище.

## Награды
- Награждён многими правительственными и международными наградами
- Орден Дружбы народов
- Заслуженный работник МВД

## Оценки
По характеру очень энергичный и решительный. Терпеть не мог обмана со стороны подчиненных и близких ему людей. Всегда приходил на помощь своему личному составу. Был случай когда в г. Сафонове в 1978 году попытались без его ведома задержать и сопроводить одного из его сотрудников на Урал для допроса в качестве свидетеля ….однако когда об этом узнал Нач. милиции Сергеев А. Н. он потребовал объяснений у конвоиров и своего подчиненного. Поверил он только своему подчиненному и потребовал оформить командировочное удостоверение и запретил в любой форме конвоировать сотрудника своего ведомства … в итоге он не ошибся. В дальнейшем его сотрудник занимал высокие посты и выполнял особые поручения начальника ГУБНОН МВД РФ.
Сергеев А. Н. пользовался большой любовью среди своих подчиненных и среди вышестоящего руководства. В общении был простой.
С незнакомыми людьми сразу находил контакт. В дружбе был верным. В любом застолье был душой компании.
Также надо отметить, что из 50 серьезных убийств, которыми он занимался, нераскрытым осталось только одно.
Под руководством Александра Николаевича только в 1999 году было изъято свыше 60 тонн различных наркотиков, привлечено к уголовной ответственности 120 тысяч человек. Выявлена и ликвидирована подпольная лаборатория, в которой изготавливали новый синтетический наркотик в 300 раз сильнее героина.
Александр Николаевич Сергеев также ездил в США по линии обмена опытом и вспоминал — «Был я, к примеру, в Майами, где патрулировал улицы с местными коллегами. Задержали вместе 17 наркодилеров за несколько часов. Так у них на шесть человек три машины, у каждого рация, наручники и спецсредства. А у нас на 20 человек одна машина и то старая. Потягайся с наркокартелями с такой техникой».
Международный межведомственный центр подготовки сотрудников оперативных подразделений при ВИПК МВД России создан в 2001 году в соответствии с решением Правительства Российской Федерации от 9 сентября 1999 года № 1030 и Приказом Министра внутренних дел Российской Федерации от 11 мая 2001 года № 497.
В настоящее время начальником Центра является полковник полиции, кандидат юридических наук Савушкин Владислав Владимирович.
Большой вклад в деятельность Центра внес генерал-лейтенант милиции Александр Николаевич Сергеев. По его личному распоряжению в ВИПК МВД РФ было передано много ценной учебной литературы, рабочего оборудования и демонстрационных стендов для создания в Центре, Кафедры противодействия незаконному обороту наркотиков. У Сергеева А. Н. в период формирования Центра для подготовки сотрудников оперативных подразделений и в ходе его функционирования, как учебного заведения, сложились теплые отношения с подполковником Мотиным Владимир Васильевичем заместителем начальника ВИПК МВД РФ по учебной части (канд. эконом. наук, профессор, заслуженный экономист РФ), который также сыграл не последнюю роль в создании данного Центра.
Скончался Александр Николаевич в ночь на 3 августа 2005 года, в результате тяжёлой болезни. В этот же день утром в здании МВД была объявлена минута молчания. Траурная церемония началась в 11.00 8 августа 2005 года в здании МВД на Житной улице,16. Похоронен был Александр Николаевич на Троекуровском кладбище 8 августа 2005 года.
В знак признания заслуг генерала Александра Сергеева в борьбе с наркоугрозой приказом МВД России от 25 августа 2005 г. № 706 Международному межведомственному центру подготовки сотрудников оперативных подразделений при ВИПК МВД России присвоено почётное наименование «имени генерал-лейтенанта милиции А. Н. Сергеева». В связи с этим, 13 сентября 2005 года состоялось открытие Памятной доски и экспозиции, посвященных А. Н. Сергееву.
Центр и экспозицию, посвященную генерал-лейтенанту А. Н. Сергееву, также посетил Президент России Владимир Владимирович Путин, который лично был знаком при жизни с Сергеевым А. Н. и тем самым он отдал дань уважения покойному генералу.

## Семья
В 1966 году Сергеев А. Н. женился и до конца жизни прожил с женой и вместе воспитали трех детей. Сын Владимир — в настоящее время сотрудник полиции, дочь Александра Александровна Демиденко также как отец, окончила академию МВД РФ.